# Espoirs Nouakchott
Espoirs Nouakchott ist ein mauretanischer Fußballverein aus Nouakchott, der Hauptstadt des Landes. Die größten Erfolge des Vereins waren drei aufeinanderfolgende Pokalsiege im Jahr 1976, 1977 und 1978, 1983 konnte der Pokal ebenfalls gewonnen werden. Mit insgesamt vier Pokalsiegen gehört Espoirs Nouakchott zu den Mannschaften mit den meisten Pokalsiegen in Mauretanien. Als Pokalsieger nahm Nouakchott auch an dem mittlerweile nicht mehr existenten African Cup Winners’ Cup teil, schied jedoch immer früh aus. An seine frühen Erfolge konnte der Verein nicht mehr anknüpfen.

## Erfolge
- Pokal: 4

1976, 1977, 1978, 1983

## Statistik in den CAF-Wettbewerben
| Wettbewerb                    | Runde         | Gegner              | Hinspiel | Rückspiel          |  |
| ----------------------------- | ------------- | ------------------- | -------- | ------------------ |  |
|                               |               |                     |          |                    |  |
| African Cup Winners’ Cup 1977 | 1. Runde      | Wallidan Banjul     | 1:1 (A)  | 0:0 (H)            |  |
|                               | 2. Runde      | Stade d’Abidjan     | 0:3 (A)  | 3:1 (H)            |  |
| African Cup Winners’ Cup 1978 | Qualifikation | UDIB Bissau         | 1:3 (A)  | 2:0 (H)            |  |
|                               | 1. Runde      | Racing Club Kadiogo | 0:2 (A)  | 0:0 (H)            |  |
| African Cup Winners’ Cup 1979 | Qualifikation | Wallidan Banjul     | 1:0 (H)  | 0:1 (A) / Pen: 4:5 |  |